# カワノミチオ
カワノ ミチオ（1957年9月9日 - ）は、日本のドラマー、ソングライター、編曲家。センスカンパニー所属。

## 略歴
1996年に「MAGRITTE VOICE」、2002年に「Rough Diamonds」を結成。ありましののプロデュースのほか、様々なアーティストの楽曲を手がけ、ドラマーとして福山雅治、尾崎亜美、杏子、Every Little Thingなどのレコーディング・ライブツアーに参加。名義は作家時は「カワノミチオ」、演奏者時は「河野 道生」。

## 主な音楽活動

### 楽曲提供
- AKB48
  - 「ジグソーパズル48」(作曲)
  - 「心の端のソファー」(作曲・編曲)
  - 「あの日の自分」(作曲)
- 乃木坂46
  - 「あの教室」(作曲・編曲)
  - 「友情ピアス」(作曲・編曲)
- 前田敦子
  - 「Sunday Drive」(作曲・編曲)
  - 「風のアコーディオン」(作曲)
- NEWS
  - 「太陽のナミダ」(作詞・作曲)
- 平原綾香
  - 「Brand-new Day」(作詞・作曲・編曲)
- NHK「ひるまえほっと」テーマ曲
  - 「きぼうのチカラ」(作曲・編曲)
- ありましの
  - 「君、ヒトヒラ」(作曲)
    - 宇宙戦艦ヤマト2202 愛の戦士たち 第三章 純愛篇 エンディング主題歌

### バンド
- Rough Diamonds「Rough Diamonds」(アルバム・2002年)
- MAGRITTE VOICE「MAGRITTE VOICE」(アルバム・2005年)

### プロデュース
- ありましの
  - 「アイノウタ」(2005年)
  - 「ヒカリノワ」(2006年)
  - 「くじら橋」(2007年)
  - 「コノセカイ」(2007年)
  - 「今日も一日いい日だったかなぁ・・・?」(2008年)
  - 「recollection」(2010年)
  - 「菜種梅雨」(2012年)